# SNCF CC 21000 sorozat
A SNCF CC 21000 sorozat egy francia C'C' tengelyelrendezésű, kétáramnemű (1500 V DC és 25 kV 50 Hz AC), normál nyomtávolságú villamosmozdony-sorozat volt. Az SNCF CC 6500 sorozat kétfeszültségű változata volt, amely 1500 V egyenfeszültséggel és 25 kV 50 Hz-es váltakozó feszültséggel is működött. Összesen 4 db-ot gyártott belőle az Alstom és az MTE az SNCF részére 1969 és 1974 között. Az SNCF 2007-ig selejtezte a sorozatot.
Az első kettő mozdonyt, a CC 21001 és a CC 21002-t eredetileg Dijonba osztották be, és fülkés jelzőberendezéssel látták el, hogy tesztvonatokat közlekedtethessenek az új nagysebességű vonalakon.

## Amtrak

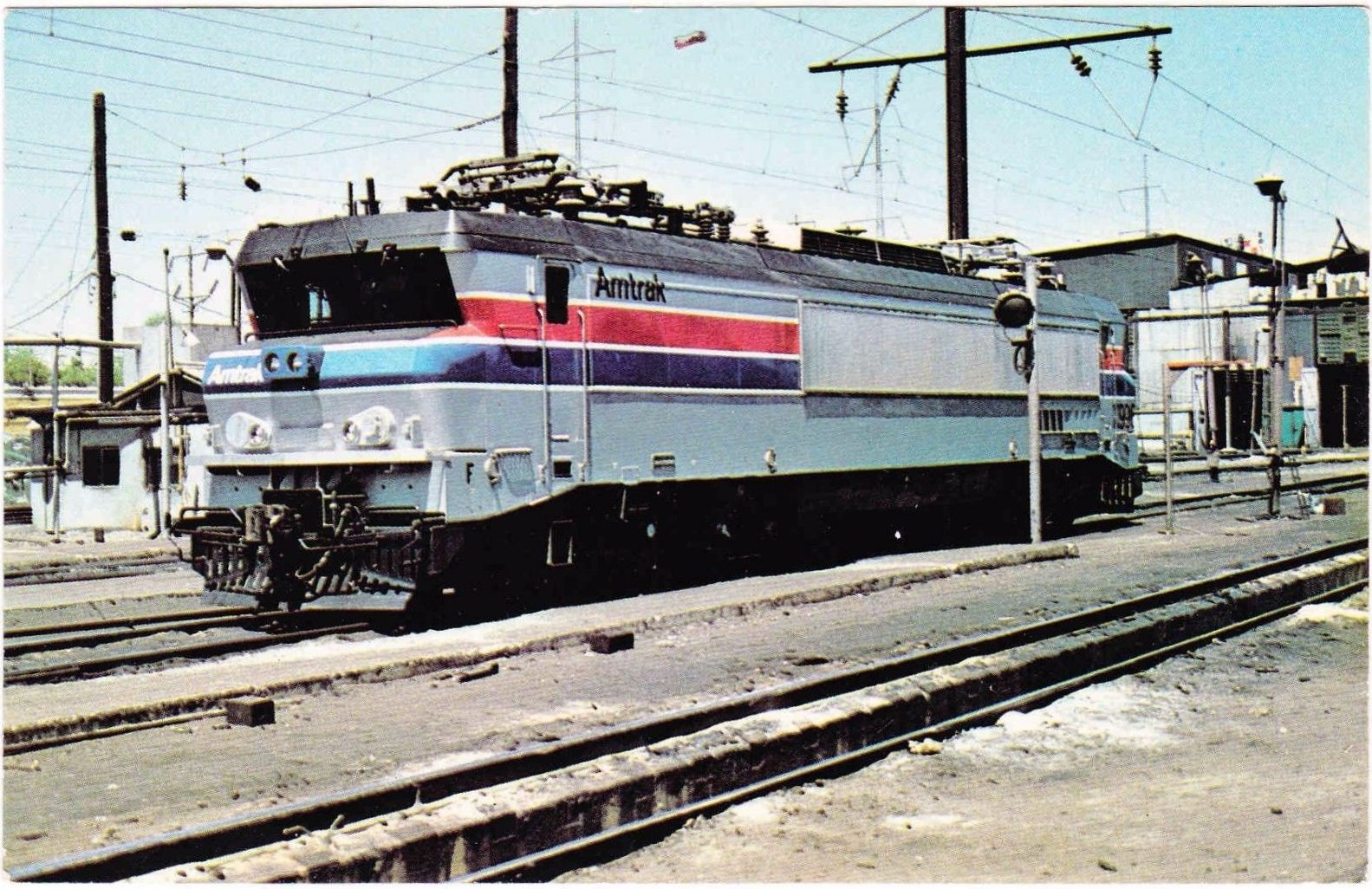
Az Amtrak X996 Wilmingtonban 1977 májusában

1977-ben az Amtrak tesztelési célokra kölcsönvette az SNCF CC21003-as mozdonyt. Ezt a mozdonyt az Alstom átépítette, transzformátorát és elektromos alkatrészeit az Amtrak 25 Hz-es vontatási teljesítményrendszerével kompatibilisekre cserélte, magasabb áramszedőket, az Amtrak jelzőrendszerét, amerikai stílusú kapcsolókat, egy harangot és egyéb alkatrészeket, amelyeket az AAR az amerikai vasutakon való üzemeltetéshez megkövetelt, épített be. Az X996-ot egy Nathan P01235 légkürttel szerelték fel, ugyanazzal a kürttel, amelyet az ismertebb GE E60-asokon használtak. Ezt a mozdonyt és egy svéd SJ Rc4-et importálta és tesztelte az Amtrak, hogy meghatározza, melyik a legjobb konstrukció az északkeleti folyosón közlekedő, elöregedő PRR GG1-esek helyettesítésére. Az Amtrak X996, illetve X995 számot adta nekik. Az X996 felfüggesztési rendszere azonban alkalmatlannak bizonyult a viszonylag durva amerikai pályaszerkezethez, és a tesztek során elvégzett módosítások ellenére a mozdony teljesítményét nem tartották kielégítőnek az Amtrak számára. Így az Amtrak az Rc4-es konstrukciót részesítette előnyben, amely az EMD AEM-7 alapjául szolgált. A tesztek befejezése után az X996-ot visszaszállították Franciaországba, visszaállították az Amtrak előtti megjelenését és specifikációit, és az SNCF-nél folytatta a szolgálatot.

## Selejtezése
Az SNCF CC 21000-eseket 1995-ben és 1996-ban SNCF CC 6500 sorozattá építették át, a CC 6575-CC 6578-as pályaszámokat kapták. Mindegyiket 2005-re kivonták a forgalomból. A CC 21003-asból 6577-es lett, és 2005-ben kivonták és selejtezték. A CC 6575-ös (korábban 21001-es) statikus kiállításon látható az SNCF Nimes-i depójában, Nîmes-ben, Languedoc-Roussillonban, Franciaországban, Montpellier-től kb. 45,6 km-re északkeletre.

## Képek

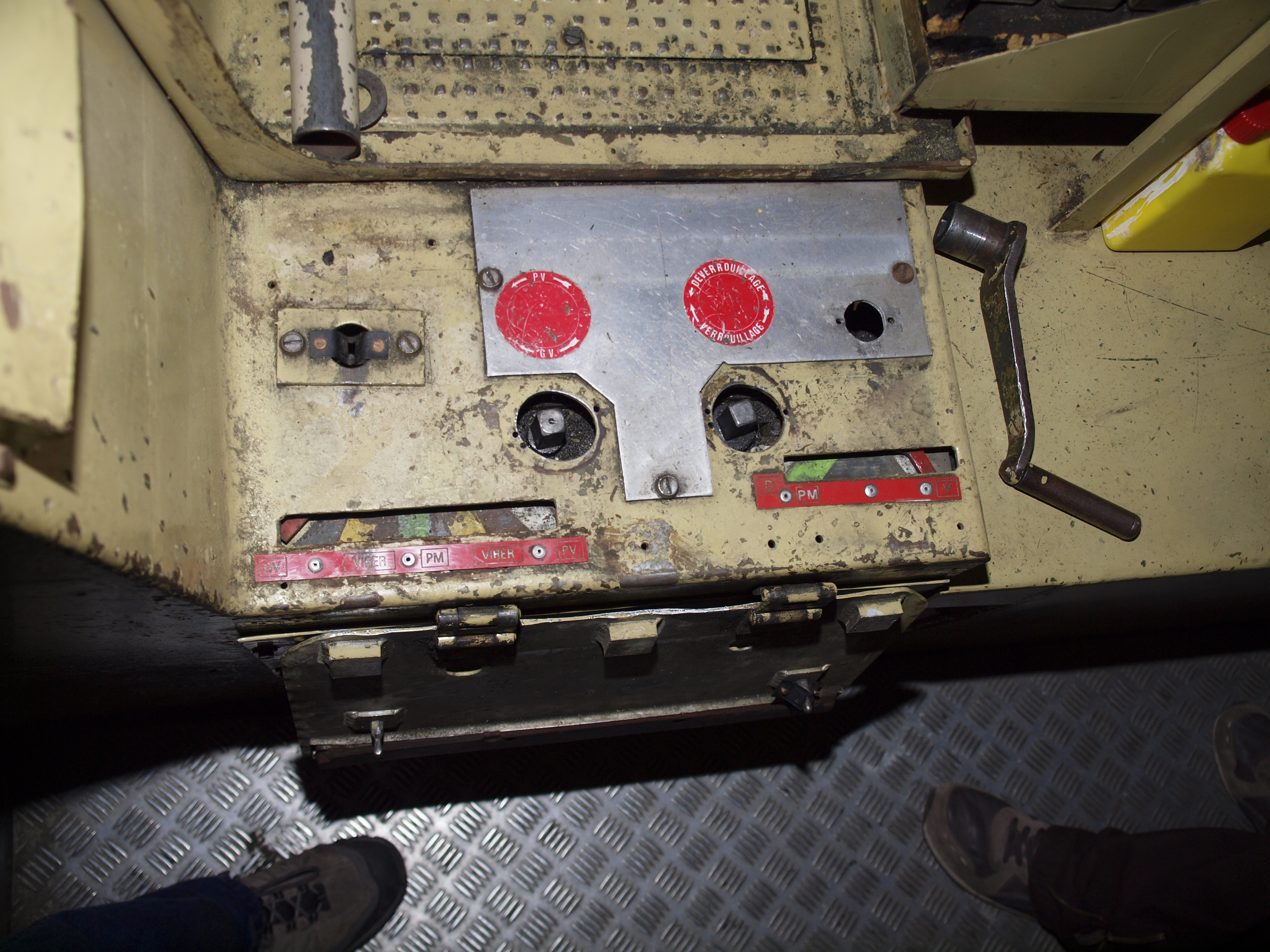
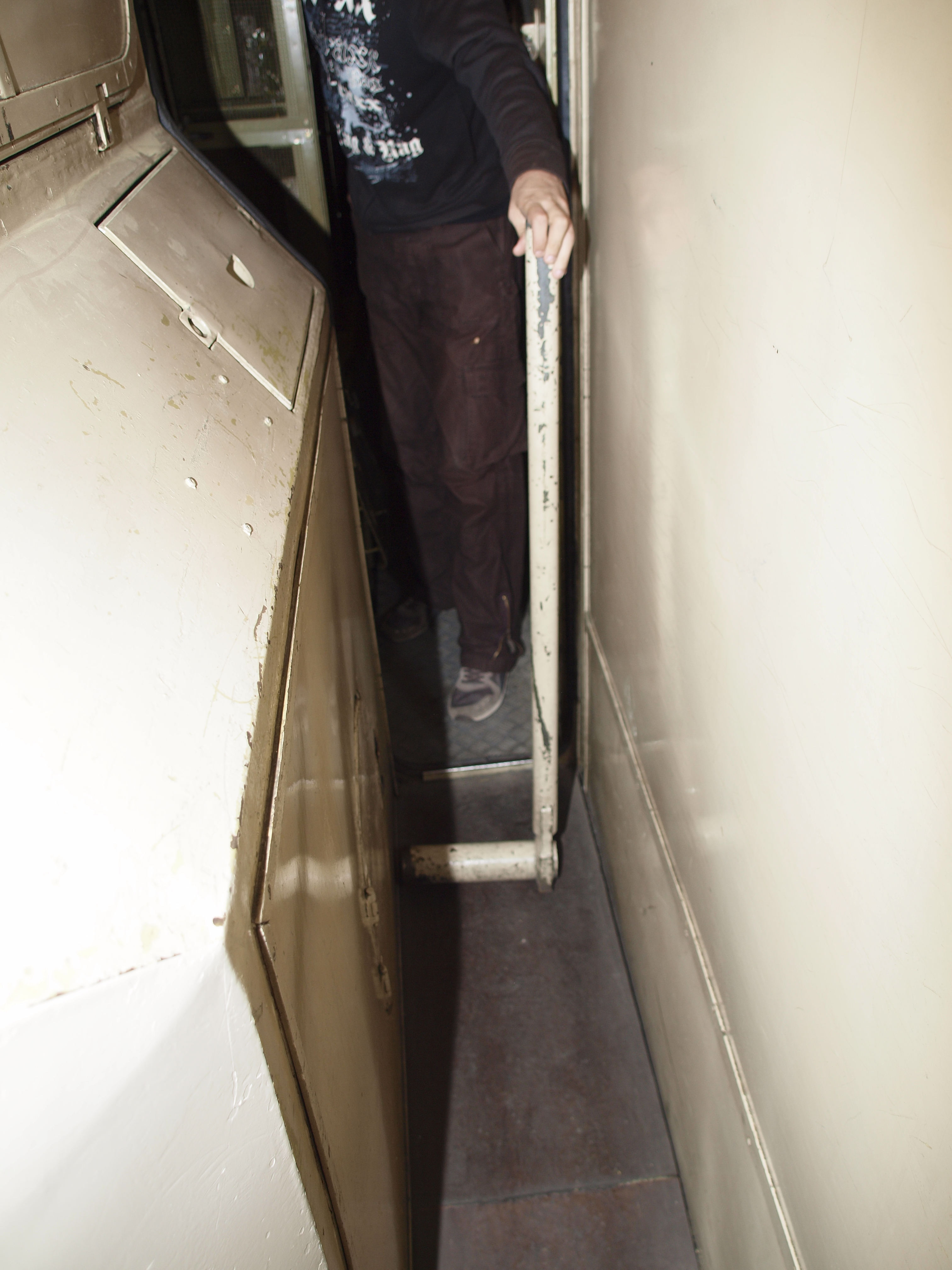
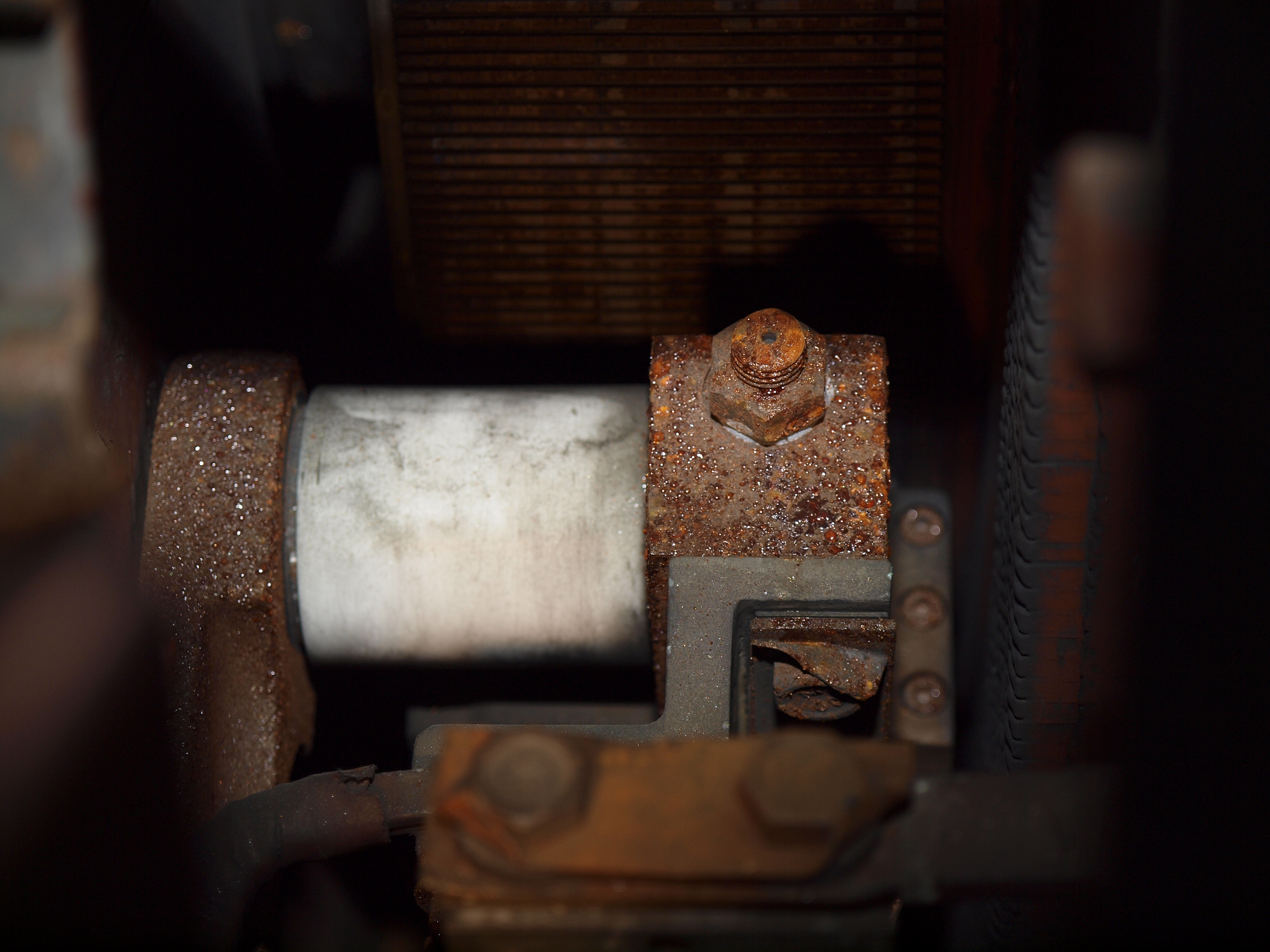